# San Francisco Federal Building
El San Francisco Federal Building es un edificio de dieciocho plantas y 71.3 metros de altura situado en el 90 de la Seventh Street, en la esquina con la Mission Street, en el barrio South of Market de San Francisco, California, Estados Unidos. Fue diseñado por el estudio de arquitectura Morphosis como suplemento al Phillip Burton Federal Building, situado a unas manzanas de distancia. El arquitecto Thom Mayne de Morphosis diseñó el edificio usando una yuxtaposición de muros de hormigón, paneles metálicos perforados y techos de madera facetada. Inicialmente se estimó que el edificio se completaría en 2005, pero problemas en la construcción retrasaron la finalización del proyecto hasta 2007.
El edificio fue diseñado para ser «ecológico» y consumir menos de la mitad de energía que un edificio de oficinas convencional. El uso de luz natural para iluminar el 80 % de su superficie contribuyó a que fuera el primer edificio federal certificado por el programa LEED del US Green Building Council. Su fachada sur está revestida con paneles traslúcidos de acero inoxidable perforado de 91 x 244 cm de tamaño, que pretenden acumular el calor solar y crear así un flujo hacia arriba del aire, lo que hace que entre aire más fresco al edificio a través de sus ventanas controladas por sensores, logrando un efecto similar al aire acondicionado. Sin embargo, el resultado ha sido criticado y calificado de insatisfactorio por los empleados que trabajan en el edificio, que ha recibido unas puntuaciones bajas de satisfacción en el lugar de trabajo.
La mayoría de los ascensores del edificio paran únicamente en una de cada tres plantas para promover la interacción entre los trabajadores y la salud. Los usuarios del edificio, después de salir del ascensor, tienen que subir o bajar una planta por las escaleras. No obstante, también hay ascensores que paran en todas las plantas para los usuarios con movilidad reducida o que no quieren usar las escaleras. A fecha de 2019, su patio se había convertido en un gran mercado de drogas ilegales por la noche.

## Recepción
John King, crítico de arquitectura del San Francisco Chronicle, describió al edificio como «intimidante y deslumbrante a la vez, incluidos sus paneles de acero inoxidable que se doblan sobre la ancha estructura de hormigón como si de un inmenso capricho de origami se tratara. Te guste o no, esto es arquitectura provocativa en su máxima expresión. La torre de dieciocho plantas y su anexo de cuatro plantas muestran cómo los edificios pueden encajar entre sí. Demuestran que se pueden usar materiales simples de una manera fresca, y te invitan a reflexionar sobre la relación entre el diseño y el entorno.» Según su colega del Los Angeles Times, Christopher Hawthorne, el edificio «muestra lo que sucede cuando un reconocido arquitecto estadounidense es obligado [...] a adoptar la sostenibilidad, y escenifica el enfrentamiento entre las prerrogativas de la creatividad arquitectónica y los fundamentos del diseño sostenible». Hawthorne describió el resultado como una «torre corpulenta y agresiva» y «quizás el más ambicioso de los esfuerzos del Gobierno federal, a través del programa de "excelencia en el diseño" de la Administración de Servicios Generales, para construir nuevos juzgados y edificios de oficinas que sean modelos del diseño vanguardista». El San Francisco Federal Building también ha sido considerado un ejemplo de los «proyectos innovadores de edificios públicos que abrazan estilos de diseño y materiales contemporáneos» que fueron promovidos por la directiva de 1962 «Principios rectores de la arquitectura federal».

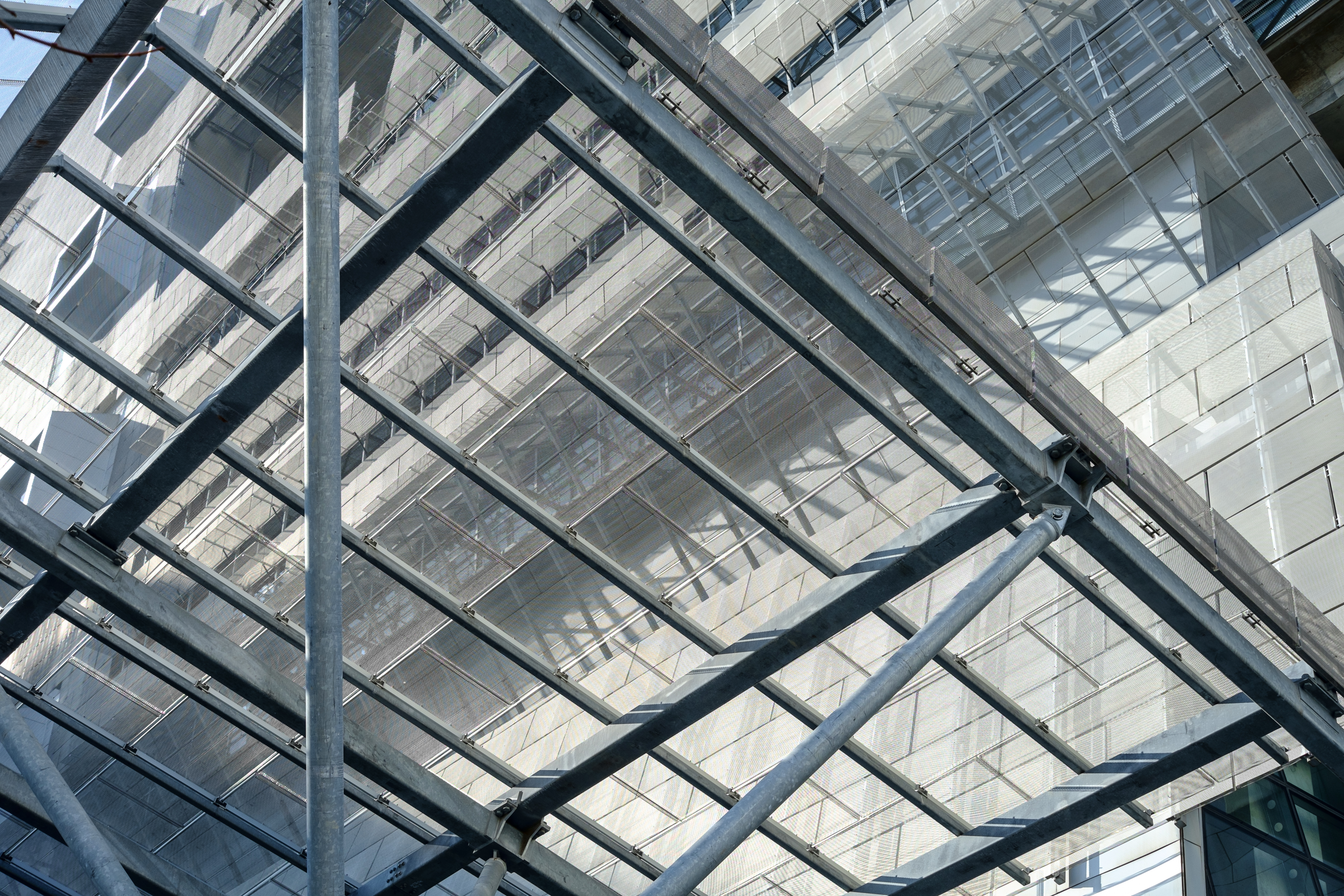
Detalle del edificio.

El coste de la construcción del edificio fue de 144 millones de dólares. La decisión del arquitecto de eliminar el habitual sistema de climatización permitió ahorrar 11 millones de dólares. Al mismo tiempo, el uso no funcional de extensos parasoles metálicos plegados al nivel del suelo, que en opinión de algunos están únicamente por razones estéticas y requirieron importantes refuerzos de acero galvanizado, añadió varios millones de dólares al coste del proyecto.

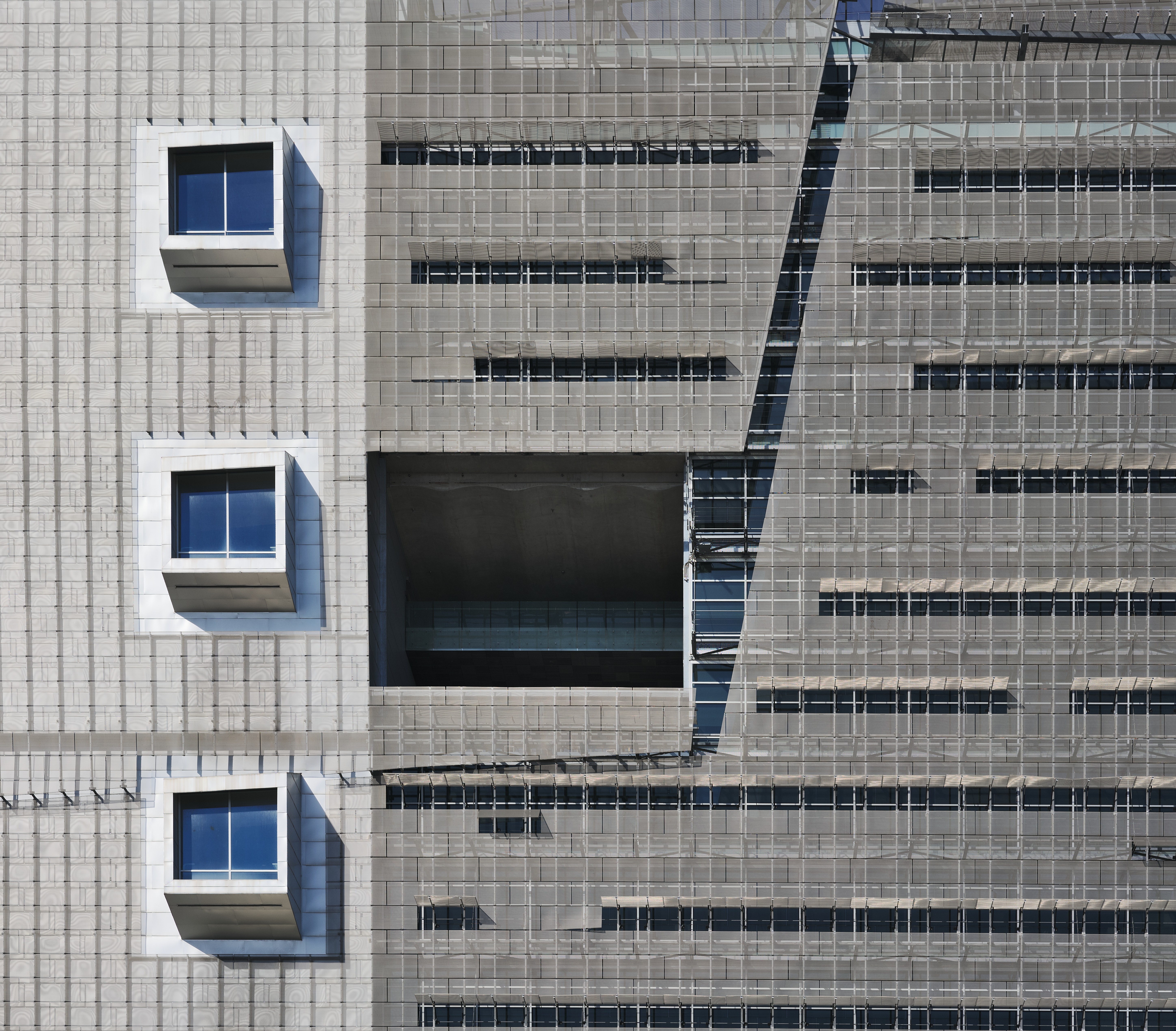
Detalle de la fachada.

El diseño de Morphosis fue elegido, al menos en parte, por su eficiencia energética proyectada, un requisito de la Administración de Servicios Generales (GSA). Sin embargo, en el momento de su diseño la GSA no exigía la certificación LEED, y el edificio no fue evaluado para obtener esta certificación hasta después de su construcción; el resultado fue negativo. Mayne afirmó: «No era arrogante, pero tenía confianza: solo suponía que conseguiríamos la certificación platino [la más alta de LEED]. De repente pasamos por LEED y no funcionó». Finalmente, el edificio solo consiguió la certificación LEED plata, dos niveles por debajo del platino.
El edificio ha sido criticado por sus empleados por ser disfuncional. De acuerdo con un empleado entrevistado por BeyondChron.com, «los trabajadores intentan aliviar el calor abriendo las ventanas, lo que no solo hace que se vuelen los papeles, sino que, en función de la distancia a la ventana, hace que sea prácticamente imposible crear una temperatura estable para todos los trabajadores [...] algunos empleados tienen que usar paraguas para proteger sus cubículos del sol».
Mayne consideraba que el Gobierno federal debía ser un modelo en la promoción de la salud de los trabajadores y del ejercicio físico. Esto hizo que especificara que los ascensores de pasajeros solo parasen en una de cada tres plantas, lo que hace que buena parte de los trabajadores y visitantes tengan que subir o bajar una o dos plantas por las escaleras para alcanzar su destino. También hay ascensores para personas con movilidad reducida que paran en todas las plantas, pero han pasado a ser utilizados habitualmente también por las personas sin problemas de movilidad, causando congestionamiento.

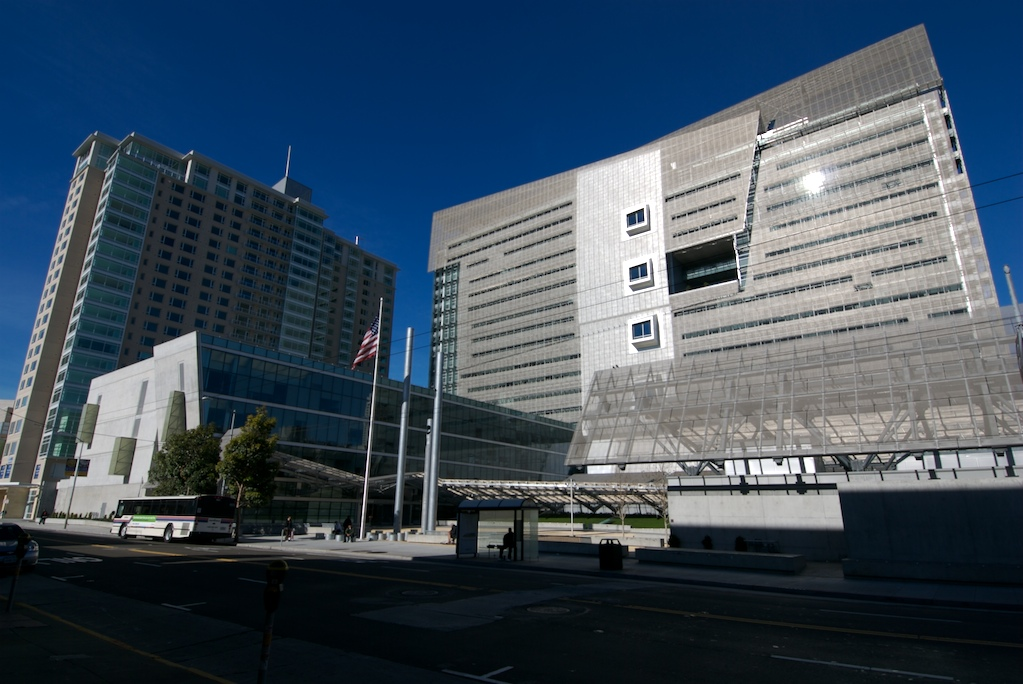
Vista de todo el complejo, que se compone de la torre (a la derecha) y del anexo más bajo (a la izquierda), que rodean una plaza.

A diferencia de la mayoría de los grandes edificios de oficinas gubernamentales, el San Francisco Federal Building no tiene una cafetería dentro del propio edificio. En su lugar, la cafetería se colocó justo fuera del edificio, en la plaza pública, de nuevo debido a la creencia del arquitecto de que esto animaría a los empleados a caminar, interactuar entre sí y mejorar su salud, una situación que parece que no es apreciada por algunos de los dos mil cuatrocientos empleados que trabajan en el edificio.
En 2010 la GSA encargó una encuesta para determinar la satisfacción de los empleados que trabajaban en veintidós edificios federales de todo el país, entre los que se encontraba el San Francisco Federal Building. Los edificios incluidos en este estudio obtuvieron puntuaciones de satisfacción entre el 13 % y el 98 %; diecisiete de los veintidós edificios obtuvieron más del 50 % de satisfacción. Al mismo tiempo que incorporaba muchos conceptos ecológicos de manera más agresiva que otros inmuebles, el edificio con una menor satisfacción de los empleados fue el San Francisco Federal Building, con solo el 13 %; el siguiente menos satisfactorio obtuvo un 26 %. El edificio obtuvo puntuaciones significativamente inferiores a la mediana en las categorías de confort térmico, iluminación y acústica.
En 2020, el entonces presidente Donald Trump emitió una orden ejecutiva «sobre la promoción de una arquitectura federal bella». Esta orden menciona al edificio como ejemplo de diseño insatisfactorio, afirmando que «para diseñar el San Francisco Federal Building la GSA eligió a un arquitecto que describe sus diseños como arquitectura del "arte por el arte", concebida principalmente para ser apreciada por otros arquitectos. Mientras los arquitectos de élite elogiaron el resultado, muchos sanfranciscanos lo consideran uno de los edificios más feos de su ciudad». Esta orden ejecutiva fue revocada por el presidente Joe Biden en febrero de 2021.

## Premios
El San Francisco Federal Building ganó un premio de diseño de la sucursal de San Francisco del American Institute of Architects en 2008, que elogió sus espacios abiertos y su diseño respetuoso con el medio ambiente. El edificio recibió la certificación LEED plata del US Green Building Council. En junio de 2012, la Building Owner and Managers Association (BOMA) nombró al San Francisco Federal Building «edificio excepcional del año» en la categoría gubernamental. La GSA también fue reconocida por la industria inmobiliaria comercial por la calidad de sus edificios y la excelencia en la gestión y operación de edificios.